# Àngela Bransuela i Nonell
Àngela Bransuela i Nonell (Mataró, 2 d'agost de 1883 – 14 de novembre de 1965) fou una mare de família i mestressa de casa mataronina que va haver de fer front, al llarg de la vida, a diverses dificultats. Un Institut Escola de la seva localitat porta el seu nom.
De molt joveneta va perdre la mare i poc després les seves germanes grans. Al cap de nou anys de casada, l'any 1905, amb Manuel Plana i Boneri, i ja mare de cinc fills, va quedar vídua i Àngela Bransuela, "Angeleta”, es va posar a treballar per poder mantenir la seva família. Va rebre el suport econòmic de molta gent i així va poder escolaritzar els fills i fins i tot donar-los una bona formació.
Anys més tard el seu fill, el farmacèutic Manuel Plana Bransuela, en agraïment a totes les persones que de vegades de manera anònima havien ajudat la seva mare, va donar uns terrenys a la ciutat per tal que s'hi construís una escola i, portant el nom de la seva mare, en conservés la memòria. Aquella escola de primària s'ha convertit el curs 2018-2019 en l’Institut Escola Àngela Bransuela.